# Aniksosaure
L'aniksosaure (Aniksosaurus, "llangardaix de primavera", en referència al període de l'any en què va ser trobat) és un gènere de dinosaure celurosaure que va viure en el que actualment és la província de Chubut, Argentina, al Cretaci mitjà (del Cenomanià al Turonià, fa uns 95 Ma). L'espècie tipus, Aniksosaurus darwini, va ser descrita per Martínez i Novas l'any 2006; va ser anomenada l'any 1995. El nom específic fa honor a Charles Darwin. Les restes tipus foren trobades a la formació de Bajo Barreal inferior de la Patagònia. L'aniksosaure feia uns 2 metres de longitud.